# Naturligt språk
I vardagligt tal och även inom lingvistiken menas med naturligt språk ett språk som har utvecklats som del av en grupps kultur, och vars medlemmar förvärvar det som sitt förstaspråk. Det kan vara ett talspråk eller ett teckenspråk. Med den definitionen syftar attributet naturligt på språkets tradering från en till nästa generation och konstruerat språk är då motsatsen till naturligt språk. De autonoma språk som ibland utvecklas av tvillingar i tidig ålder (tvillingspråk) hamnar också utanför den definitionen. De är visserligen förstaspråk, men inte traderade. Skriftspråk är inte heller att betrakta som naturliga språk. Gränsfall utgörs av konstruerade språk som esperanto, som har förstaspråkstalare. 
Ibland menas med naturligt språk i stället ett språk vars egenskaper svarar mot artens, oftast då människans, anlag för språk. De egenskaper som är förenliga med det kriteriet visar sig i enskilda naturliga språk enligt den förstnämnda definitionen, och mera komplett i de språkliga universalierna som är gemensamma för alla sådana språk. I den bemärkelsen kan även konstruerade språk vara naturliga, medan vissa, till exempel solresol och programmeringsspråken, klart inte är det. 
Inom datavetenskap och besläktade ämnen avses med naturligt språk vilket som helst språk som används av människor för att kommunicera sinsemellan, till skillnad från programmeringsspråk, som är avsedda för kommunikation mellan människa och maskin, samt maskinspråk, som är avsedda för kommunikation inom och mellan maskiner. 

## Tvetydigheter i naturliga språk
Information kommunicerad i form av naturligt språk är ofta i strikt mening tvetydig där flera tolkningar är möjliga. En korrekt tolkning av naturligt språk kräver en förståelse av kontexten samt ordens innebörd. Detta är en stor skillnad mot konstruerade, formella språk där sådana tvetydigheter undviks, samt där tolkningen kan göras kontextoberoende. Mannen såg flickan på båten med sin kikare är ett exempel på en tvetydig mening. Möjliga tolkningar inkluderar att antingen mannen eller flicka är på båten (eller båda) samt att antingen mannen eller flickan har kikaren. Tvetydigheter som dessa är en orsak till att det är problematiskt att maskinellt bearbeta och tolka texter skrivna i naturligt språk. 
Olika naturliga språk är dessutom tvetydiga på olika sätt vilket leder till problem vid översättning. I svenska särskiljs till exempel släktskap som farmor och mormor, vilket inte görs lika enkelt på engelska. Engelskas grandmother innehåller därmed en tvetydighet jämfört med hur släktskapet skulle uttryckas på svenska.

## Jämför med
- Folkspråk
- Formella språk
- Kontrollerat språk
- Universell grammatik